# 대동면 (함평군)
대동면(大洞面)은 대한민국 전라남도 함평군에 위치한 면이다.

## 개요
대동면은 함평군의 중심부에 위치하고 환경이 잘 보존된 전형적인 농촌마을로 멸종위기동물 1호인 황금박쥐, 국가지정 천연기념물인 먹황새, 검독수리, 수달이 서식하고 팽나무, 느티나무, 개서어나무의 줄나무(제108호)가 있으며 금산리방대형고분, 금성산성, 고인돌군락지, 함평향교, 월산사 등 많은 문화유적과 어우러져 살아가는 친환경적인 지역이다. 특산품으로는 단호박, 쌈채소, 양파, 마늘, 딸기, 감, 거베라꽃 등이 있으며 친환경농법과 철저한 품질관리 및 인증으로 맛과 질이 뛰어나다.

## 법정리
- 상옥리
- 금곡리
- 월송리
- 백호리
- 강운리
- 향교리
- 덕산리
- 용성리
- 운교리
- 금산리
- 서호리
- 연암리

## 교육
- 대동향교초등학교
- 대동초등학교 (폐교)
- 대동향교초등학교 동암분교 (폐교)
- 대동향교초등학교 대신분교 (폐교)

## 특산물
- 딸기
- 만차량호박, 단호박, 미니밤호박
- 무화과
- 부추